# حفاف عقبة
حفاف عقبة حفاف بوشيبة ولد وعاش في النوفلية  أواخر القرن التاسع عشر وحتى ثلاثينيات القرن العشرين. لديه الكثير من القصائد الشعرية وهي ملحمية طويلة. ومن أشهر قصائده ( سدينا مسع ريناها ، يانا اللي مكيود لبيبي) .